# Disembolus corneliae
Disembolus corneliae là một loài nhện trong họ Linyphiidae.
Loài này thuộc chi Disembolus. Disembolus corneliae được Ralph Vary Chamberlin & Wilton Ivie miêu tả năm 1944.